# Northburgh Castle
Northburgh Castle (auch Green Castle, irisch An Caisleán Nua, „die neue Burg“) ist die Ruine einer Niederungsburg aus dem 14. Jahrhundert in der Nähe des Dorfes Greencastle im irischen County Donegal.

## Geschichte
Die Burg ließ 1305 Richard Og de Burgh, 2. Earl of Ulster, errichten. Sie diente der Kontrolle des Lough Foyle; 1316 wurde sie von Edward Bruce eingenommen. Walter Liath de Burgh wurde 1328 von seinem Vetter William de Burgh, 3. Earl of Ulster, auf Northburgh Castle inhaftiert und starb im Februar 1332 den Hungertod. William de Burghs Schwester fand man tot unter den Zinnen. Nach dem Tod von William de Burgh wurde Northburgh Castle eine Festung der Familie O’Doherty.
Durch Kanonenbeschuss wurde die Burg erheblich beschädigt und war ab dem 17. Jahrhundert eine Ruine.

## Beschreibung
Der Archäologe D. M. Waterman beschrieb das Torhaus der Anlage als „das größte und beeindruckendste Gebäude dieser Art in Irland“.